# Google Finance
Google Finance är en webbplats startad av Google de 21 mars 2006. Tjänsten presenterade affärs- och företagsrubriker från andra nyhetskällor för företag, inklusive finansiella beslut. Webbplatsen innehöll också nyheter om företag från Google News och Google Bloggsök. Webbplatsen genomgick inte några större uppgraderingar efter 2008 men i början av 2018 fanns det ett meddelande på hemsidan för Google Finance att den var uppdaterad.